# Championnat d'Allemagne de football de deuxième division 1954-1955
Navigation
2. Oberliga
1953-1954 2. Oberligen
1955-1956
La 2. Oberliga 1954-1955 fut la 6e saison de 2. Oberliga (parfois également appelée II. Division), une ligue située au 2e échelon du football allemand dans certaines régions. Lors de la saison 1949-1950, seule l'Ouest de l'Allemagne (Land de Rhénanie du Nord-Wesphalie) disposait d'une 2. Oberliga à deux sous-groupes. La compétition passera à un format à un groupe unique à partir de la saison 1952-1953. L'Allemagne du Sud (Länder de Hesse, Bade-Wurtemberg et Bavière) suit le mouvement et introduit sa propre 2. Oberliga pour la saison 1950-1951, et l'Allemagne du Sud-Ouest (Land de Rhénanie-Palatinat et protectorat puis Land de Sarre) suivra la saison suivante. En Allemagne du Nord (Länder de Basse-Saxe et de Schleswig-Holstein ainsi que villes libres de Hambourg et Brême), et à Berlin-Ouest, ce sont les Amateurligen qui jouaient le rôle de 2de division.

## 2. Oberliga West
Le 2. Oberliga West 1954-1955 fut une ligue située au 2e niveau de la hiérarchie du football ouest-allemand.
Ce fut la 6e édition de cette ligue qui couvrait le même territoire que l'Oberliga West, c'est-à-dire le Land de Rhénanie du Nord-Wesphalie, donc les clubs affiliés à une des trois fédérations composant la Westdeutscher Fußball-und Leichtathletikverband (WFLV).
Les deux premiers furent promus en Oberliga West pour la saison suivante.

### Compétition

#### Légende
| Légende       |                                                                    |
| C             | Champion 2. Liga West & promu en Oberliga West la saison suivante. |
| P             | promu en Oberliga West la saison suivante.                         |
| R             | relégué vers les séries de Landesliga pour la saison suivante.     |
| en diminution | club relégué de l'Oberliga West depuis la saison précédente        |

#### Classement
|   |    |                         | M  | G  | N | P  | +  | -   | Avg  | Pts |
| - | -- | ----------------------- | -- | -- | - | -- | -- | --- | ---- | --- |
| C | 1  | Wuppertaler SV          | 28 | 17 | 8 | 3  | 65 | 27  | 2,41 | 42  |
| P | 2  | Sportfreunde Hamborn 07 | 28 | 15 | 6 | 7  | 61 | 32  | 1,91 | 36  |
|   | 3  | VfB Bottrop             | 28 | 15 | 5 | 8  | 58 | 36  | 1,61 | 35  |
|   | 4  | SpVgg Herten 07/12      | 28 | 15 | 5 | 8  | 50 | 43  | 1,16 | 35  |
|   | 5  | SpVgg Erkenschwick      | 28 | 15 | 4 | 9  | 64 | 45  | 1,42 | 34  |
|   | 6  | SG Wattenscheid 09      | 28 | 11 | 9 | 8  | 43 | 38  | 1,13 | 31  |
|   | 7  | STV Horst-Emscher       | 28 | 12 | 6 | 10 | 64 | 44  | 1,45 | 30  |
|   | 8  | Rot-Weiss Oberhausen    | 28 | 10 | 8 | 10 | 45 | 44  | 1,02 | 28  |
|   | 9  | BV Union 05 Krefeld     | 28 | 12 | 3 | 13 | 55 | 48  | 1,15 | 27  |
|   | 10 | Rheydter SpV            | 28 | 11 | 4 | 13 | 48 | 54  | 0,89 | 26  |
|   | 11 | SG Düren 99             | 28 | 10 | 5 | 13 | 41 | 45  | 0,91 | 25  |
|   | 12 | SV Rhenania 05 Würselen | 28 | 11 | 3 | 14 | 47 | 56  | 0,84 | 25  |
|   | 13 | TSV Marl-Hüls           | 28 | 9  | 6 | 13 | 51 | 59  | 0,86 | 24  |
| R | 14 | VfL Benrath             | 28 | 6  | 7 | 15 | 28 | 64  | 0,44 | 17  |
| R | 15 | Sportfreunde Katernberg | 28 | 1  | 1 | 26 | 23 | 110 | 0,21 | 5   |

### Fusions... réussies
À la fin de la saison précédente, le SV Hamborn 07 a fusionné avec le Sportfreunde Hamborn pour former le Sportfreunde Hamborn 07. De même, le TSG Vohwinkel 80 s'unit avec le SSV 04 Wuppertal pour former le Wuppertaler SV. Cette fusion libéra une place car les deux clubs concernés étaient membres de la 2. Oberliga West. Mais la place ne fut pas attribuée et pour cette saison 1954-1955, la ligue ne compta que 15 participants.
Les deux fusions furent immédiatement une réussite puisque les deux clubs nouvellement formés terminèrent aux deux premières places et montèrent en "Oberliga".

### Relégués d'Oberliga
À la fin de cette saison, les équipes qui descendirent d'Oberliga West furent:
- Meidericher SV
- VfL Bochum

### Montants des séries inférieures
À la fin de cette saison, les trois derniers classés furent relégués vers les séries de Landesligen et remplacés par:
- SG Eintracht Gelsenkirchen
- VfB Marathon Remscheid
- VfB 03 Bielefeld

#### Résultats du tour final des Landesligen
Le tour final concerna les trois champions des Landesligen. Les trois champions devaient être promus afin de ramener la 2. Oberliga West à 16 participants. Mais le champion de la Landesliga Mittelrhein, le SV Bergisch Gladbach 09 et son vice-champion, le Stolberger SV renoncèrent à la promotion. Un match de barrage fut organisé entre le vice-champion de la Landesliga Niederrhein (Homberger SpV) et celui de la Landesliga Westfalen (VfB 03 Bielefeld).
- Barrage pour la montée:

| Date       | Match                            | Résultat |                             |
| ---------- | -------------------------------- | -------- | --------------------------- |
| xx/xx/1955 | VfB 03 Bielefeld – Homberger SpV | 2-1      | Rote-Erdestadion à Dortmund |
| P          | VfB 03 Bielefeld                 | Promu    |                             |

## 2. Oberliga Südwest
Le 2. Oberliga Südwest 1954-1955 fut une ligue située au 2e niveau de la hiérarchie du football ouest-allemand.
Ce fut la 4e édition de cette ligue qui couvrait le même territoire que l'Oberliga Südwest, c'est-à-dire le Land de Rhénanie-Palatinat et le protectorat de Sarre, donc pour les clubs affiliés à la Fußball-Regional-Verband Südwest (FRVS).
Les deux premiers classés furent promus en Oberliga Südwest pour la saison suivante.

### Compétition

#### Légende
| Légende         |                                                                          |
| C               | Champion 2. Liga Südwest & promu en Oberliga Südwest la saison suivante. |
| P               | promu en Oberliga Südwest la saison suivante                             |
| R               | Relégué en vers les séries inférieures en vue de la saison suivante      |
| en diminution   | club relégué de l'Oberliga Südwest depuis la saison précédente           |
| en augmentation | club promu des séries inférieures depuis la saison précédente.           |

#### Classement
|   |    |                        | M  | G  | N | P  | +  | -  | Avg  | Pts |
| - | -- | ---------------------- | -- | -- | - | -- | -- | -- | ---- | --- |
| C | 1  | SpVgg Andernach        | 30 | 18 | 5 | 7  | 72 | 43 | 1,67 | 41  |
| Q | 2  | FV Engers 07           | 30 | 15 | 6 | 9  | 67 | 47 | 1,43 | 36  |
|   | 3  | Sportfreunde Herdorf   | 30 | 16 | 4 | 10 | 65 | 48 | 1,35 | 36  |
|   | 4  | TSC Zweibrücken        | 30 | 14 | 6 | 10 | 75 | 55 | 1,36 | 34  |
|   | 5  | VfL Neuwied            | 30 | 12 | 9 | 9  | 73 | 63 | 1,16 | 33  |
|   | 6  | BSC 1914 Oppau         | 30 | 13 | 6 | 11 | 63 | 55 | 1,15 | 32  |
|   | 7  | BFV Hassia Bingen      | 30 | 13 | 5 | 12 | 49 | 53 | 0,92 | 31  |
|   | 8  | SV Ludweiler-Warndt    | 30 | 13 | 4 | 13 | 44 | 52 | 0,85 | 30  |
|   | 9  | ASV Hochfeld 1925      | 30 | 13 | 3 | 14 | 54 | 70 | 0,77 | 29  |
|   | 10 | SG 05 Pirmasens        | 30 | 13 | 2 | 15 | 61 | 67 | 0,91 | 28  |
|   | 11 | ASC Dudweiler          | 30 | 12 | 3 | 15 | 63 | 78 | 0,81 | 27  |
|   | 12 | SpVgg Weisenau         | 30 | 10 | 6 | 14 | 77 | 75 | 1,03 | 26  |
|   | 13 | VfR Kirn               | 30 | 10 | 5 | 15 | 59 | 71 | 0,83 | 25  |
|   | 14 | ASV Landau             | 30 | 9  | 7 | 14 | 48 | 65 | 0,74 | 25  |
| R | 15 | SC Viktoria Hühnerfeld | 30 | 8  | 8 | 14 | 57 | 64 | 0,89 | 24  |
| R | 16 | SC 07 Bad Neuenahr     | 30 | 9  | 5 | 16 | 58 | 69 | 0,84 | 23  |

### Relégués de l'Oberliga Südwest
En fin de saison, les deux clubs suivants furent relégués depuis l'Oberliga Südwest:
- FV Speyer
- Sportfreunde 05 Saarbrücken

### Montants des séries inférieures
Les deux derniers classés furent relégués vers les séries inférieures et, en vue de la saison suivante, furent remplacées par:
- VfL Trier
- SV St. Ingbert

#### Résultats du tour final des Amateurligen
| Légende |                                                   |
| P       | Promu en 2. Oberliga Südwest, la saison suivante. |

|   |   |                  | M | G | N | P | + | - | Avg  | Pts |
| - | - | ---------------- | - | - | - | - | - | - | ---- | --- |
| P | 1 | VfL Trier        | 6 | ? | ? | ? | 8 | 5 | 1,60 | 6   |
| P | 2 | SV St. Ingbert   | 4 | ? | ? | ? | 6 | 3 | 2,00 | 4   |
|   | 3 | 1. FC Sobernheim | 4 | ? | ? | ? | 3 | 9 | 0,33 | 2   |

## 2. Oberliga Süd
Le 2. Oberliga Süd 1954-1955 fut une ligue située au 2e niveau de la hiérarchie du football ouest-allemand.
Ce fut la 5e édition de cette ligue qui couvrait le même territoire que l'Oberliga Süd, c'est-à-dire les Länder de Bade-Wurtemberg, de Bavière et de Hesse.
Les deux premiers classés furent promus en Oberliga Süd pour la saison suivante.

### Compétition

#### Légende
| Légende         |                                                                        |
| C               | Champion 2. Liga Süd & promu en Oberliga Süd la saison suivante.       |
| P               | promu en Oberliga Süd la saison suivante                               |
| R               | Relégué vers les séries de 1. Amateurliga en vue de la saison suivante |
| en diminution   | club relégué de l'Oberliga Süd depuis la saison précédente             |
| en augmentation | club promu des séries de 1. Amateurliga depuis la saison précédente    |

#### Classement
|   |    |                           | M  | G  | N  | P  | +   | -  | Avg  | Pts |
| - | -- | ------------------------- | -- | -- | -- | -- | --- | -- | ---- | --- |
| C | 1  | TSV 1860 München          | 34 | 23 | 7  | 4  | 90  | 37 | 2,43 | 53  |
| P | 2  | SV Viktoria Aschaffenburg | 34 | 23 | 4  | 7  | 113 | 41 | 2,76 | 50  |
|   | 3  | TSG 1846 Ulm              | 34 | 18 | 6  | 10 | 72  | 61 | 1,18 | 42  |
|   | 4  | FC Bayern Hof 1910        | 34 | 14 | 11 | 9  | 71  | 59 | 1,20 | 39  |
|   | 5  | 1. FC Pforzheim           | 34 | 16 | 7  | 11 | 59  | 50 | 1,18 | 39  |
|   | 6  | TSV 1861 Straubing        | 34 | 12 | 11 | 11 | 63  | 55 | 1,15 | 35  |
|   | 7  | FC Singen 04              | 34 | 12 | 10 | 12 | 51  | 53 | 0,96 | 34  |
|   | 8  | SV 07 Waldhof             | 34 | 13 | 7  | 14 | 52  | 57 | 0,91 | 33  |
|   | 9  | VfL 07 Neustadt/Coburg    | 34 | 16 | 0  | 18 | 56  | 79 | 0,71 | 32  |
|   | 10 | FC Hanau 93               | 34 | 12 | 7  | 15 | 52  | 66 | 0,79 | 31  |
|   | 11 | Freiburger FC             | 34 | 13 | 4  | 17 | 73  | 67 | 1,16 | 30  |
|   | 12 | SV Darmstadt 98           | 34 | 12 | 6  | 16 | 64  | 68 | 0,94 | 30  |
|   | 13 | Karlsruher FV             | 34 | 10 | 10 | 14 | 56  | 71 | 0,79 | 30  |
|   | 14 | SV Wiesbaden              | 34 | 9  | 11 | 14 | 49  | 59 | 0,83 | 29  |
|   | 15 | ASV Cham                  | 34 | 12 | 5  | 17 | 54  | 69 | 0,78 | 29  |
|   | 16 | 1. FC 01 Bamberg          | 34 | 13 | 2  | 19 | 68  | 85 | 0,80 | 28  |
| R | 17 | SpVgg Weiden              | 34 | 9  | 8  | 17 | 57  | 80 | 0,71 | 26  |
| R | 18 | ASV Durlach 02            | 34 | 8  | 6  | 20 | 49  | 92 | 0,53 | 22  |

### Relégués d'Oberliga
À la fin de cette saison, les clubs qui descendirent d'Oberliga Süd furent :
- KSV Hessen Kassel
- FC Bayern München

### Montants des séries inférieures
En vue de la saison suivante, les deux derniers classés de 2. Liga Süd furent relégués vers les séries d'Amateurliga et remplacés par :
- VfB Helmbrechts
- FC Penzberg

#### Résultats du tour final des Amateurligen
| Légende |                                                    |
| P       | club promu en 2. Oberliga Süd, la saison suivante. |

Le tour final concerna les champions des cinq Amateurligen et le vice-champion de la Bayern Amateurliga. Cependant, le SpVgg 05 Bad-Homburg, champion de l’Amateurliga Hessen renonça à participer et fut remplacé par le SC Borussia 04 Fulda. Cette fois, les participants furent répartis en deux groupes de trois. Les deux vainqueurs de groupe furent promus.
- Tour final Groupe 1

|   |   |                             | M | G | N | P | + | - | Avg  | Pts |
| - | - | --------------------------- | - | - | - | - | - | - | ---- | --- |
| P | 1 | VfB Helmbrechts             | 4 | ? | ? | ? | 9 | 5 | 1,80 | 5   |
|   | 2 | SC Borussia 04 Fulda        | 4 | ? | ? | ? | 8 | 8 | 1,00 | 4   |
|   | 3 | SpVgg 09 Amicitia Viernheim | 4 | ? | ? | ? | 3 | 7 | 0,43 | 3   |

- Tour final Groupe 2

|   |   |                 | M | G | N | P | +  | -  | Avg  | Pts |
| - | - | --------------- | - | - | - | - | -- | -- | ---- | --- |
| P | 1 | FC Penzberg     | 4 | ? | ? | ? | 12 | 11 | 1,09 | 5   |
|   | 2 | 1. SSV Ulm 1928 | 4 | ? | ? | ? | 7  | 8  | 1,86 | 4   |
|   | 3 | FC Rastatt 04   | 4 | ? | ? | ? | 7  | 7  | 1,00 | 3   |